# فردریک کیپینگ (دوچرخه‌سوار)
فردریک کیپینگ (انگلیسی: Frederick Keeping؛ ۱۱ اوت ۱۸۶۷ – ۲۱ فوریهٔ ۱۹۵۰) یک دوچرخه‌سوار اهل بریتانیا بود. 
از افتخارات وی میتوان به کسب مدال نقره دوچرخه‌سواری ۱۲ ساعت در بازی‌های المپیک تابستانی ۱۸۹۶ اشاره کرد.